# Cyaneolytta purpureovittata
Cyaneolytta purpureovittata is een keversoort uit de familie van oliekevers (Meloidae). De wetenschappelijke naam van de soort is voor het eerst geldig gepubliceerd in 1911 door Borchmann.